# Selabaya
Selabaya is een bestuurslaag in het regentschap Purbalingga van de provincie Midden-Java, Indonesië. Selabaya telt 3577 inwoners (volkstelling 2010).